# Феофилакт (Папафанасопулос)
Митрополи́т Феофила́кт (греч. Μητροπολίτης Θεοφύλακτος, в миру Васи́леос Папафанасо́пулос, греч. Βασίλειος Παπαθανασόπουλος; 1 января 1891, Пиргос, Греция — 2 августа 1958, Мельбурн, Австралия) — епископ Константинопольской православной церкви, митрополит Австралийский и Новозеландский.

## Биография
Родился в 1891 году в Пиргосе, Греция, в семье Димитриоса и Калиопи Папафанасопоулос. Там же провёл детство.
Окончил Богословскую школу на острове Халки и поступил послушником в афонский монастырь Ставроникита. 2 декабря 1917 года был пострижен в монашество с именем Феофилакт, после чего был рукоположён в диакона и священника.
После окончания богословского факультета Афинского университета преподавал в Ризарийкой церковной школе.
В феврале 1928 года после ухода на покой митрополита Христофора (Книтиса), был направлен в Сидней в качестве администратора до прибылия нового епископа.
Служил приходским священником в течение пяти лет в Сиднее и четырнадцать лет в Мельбурне, пока 22 апреля 1947 года не был назначен третьим митрополитом Австралии и Новой Зеландии.
24 августа 1947 года в Греции состоялась его епископская хиротония, после чего он некоторое время провел в монастыре Ставроникита на Афоне. Приступил к управлению епархией лишь в следующем году, прибыв в Перт 19 апреля 1948 года. 13 июня в Сиднее состоялась его интронизация в присутствии духовенства, а также греческих, русских и сирийских православных верующих.
Попал в автомобильную аварию и через два дня, 2 августа 1958 года, умер в больнице Альфреда в Мельбурне. Отпевание возглавил архиепископ Фиатирский Афинагор (Кавадас) в соборе Святой Софии в Дарлингхёрсте, Сидней. Похоронен на Ботаническом кладбище, но впоследствии был перезахоронен в православной части Руквудского кладбища, в той его части, где покоятся священники.